# 民初奇人传
《民初奇人传》（英語：The Eight）（前名：外八行），2020年中国大陆民初剧，由陈凯歌监制，欧豪、谭松韵、王紫璇、秦岚、金士杰领衔主演。本剧于2018年6月3日在北京开机，同年9月全剧杀青。于2020年6月12日爱奇艺首播。

## 简介
当时江湖中的八大奇特行当，其中每一行都有着特殊的属性和职责，如“仙流”精于谋局，“墨班”擅长机关，而“谛听”则通晓天下消息等等。在外八行的世界中，身怀绝技的江湖高手在这些行当中潜藏發伏，天下太平时相安无事，一旦大势有变，就会现身守护天下正道。

## 剧情介绍
在中国传统三百六十行以外，分别有千手、易阳、墨班、仙流、商女、神通、谛听、黑纱八种行当，在外八行的世界中，身怀绝技的江湖高手在这些行当中潜藏蛰伏，天下太平时相安无事，一旦大势有变，就会从阴影中现身，守护天下正道和黎民苍生。
民国初年，留学归来的青年华民初意外卷入江湖中外八行势力间的明争暗斗，在探索外八行秘密的过程中逐渐发现自己的身世，并在乱世中与身怀绝技的八行同仁们完成救国护民的大业。

## 播出时间
| 频道           | 所在地   | 播出日期       | 备注                                          |
| -------------- | -------- | -------------- | --------------------------------------------- |
| 爱奇艺         | 中国大陆 | 2020年6月12日  | 愛奇藝VIP會員搶先看 每周五至日20 : 00更新两集 |
| iQIYI          | 全球     | 2020年6月12日  | 愛奇藝VIP會員搶先看 每周五至日20 : 00更新两集 |
| Astro iQIYI HD | 马来西亚 | 2020年6月19日  | 星期三至五 22 : 00连播两集                    |
| 中华TV         |          | 2020年12月28日 | 星期一至五 20 : 00 - 22 : 00连播两集          |

## 演員表

### 主要角色
| 演员   | 角色           | 介绍 |
| 欧豪   | 华民初         | 留日歸國學生，鐘家養子，實為（第八十一任）仙流之主華諭之與（第七十四任）易陽之主柳煙之子。背上有易陽行的「劍閣之印」。不知自己與鐘瑤有婚約。因八仙布陣，擔任了外八門十行者繪卷第一百二十六届持卷人。欲帶領八行成功解散，逐步融入民間。實為「易陽行」陽極師血脈，學習黑紗的武術防身、章羽傳承仙流騙術、教會商女們現代劇等等，與八行技術傳承非常密切，帶領八行風格破而後立，被章羽譽為「實至名歸的持卷人」。 |
| 谭松韵 | 希水 (寡道人)  | 外八行第七十五任易阳之主，天才阴阳师，易阳行行首、善用蛊术。因華民初背後的易陽「劍閣之印」而認定為陽極師的師哥，將錯就錯就一直叫下去。與華民初有感情線發展。諦聽之主委任的真正第7任「地藏」。 |
| 王紫璇 | 钟瑶           | 外八行第六十八任谛听之主六耳，拥有半壁京城的大小姐，华民初的青梅竹马，精通音律。 |
| 秦岚   | 金绣娘         | 外八行第六十九任商女之主，天下绝色花魁，外表温婉却身怀武艺。因啟鳴曾經的救命之恩而協助復辟清朝，後用商女之主信物「烏木髮簪」殺死野心勃勃的啟鳴。 |
| 金士杰 | 八仙           | 外八行第四十四任神通之主，行为古怪，为人风趣诙谐。 「百年不正經，片刻有乾坤」為其寫照。會用腹語控制木頭人偶說話，也會用木頭人偶點火柴。 |
| 修庆   | 章三爷（章羽） | 外八行第八十二任仙流之主。教會華民初「仙流騙術」，後讚譽青出於藍，為「實至名歸的持卷人」，師承華諭之。仙流騙術五階排行為：唐楷、魏碑、行草、漢隸、秦篆（由低至高）。章羽排在漢隸，而師父華諭之為秦篆。起初與其他七行為敵，仙流傳承必須先鬥垮上一任。 |
| 程星源 | 启鸣           | 爱新觉罗氏，皇室后裔。後有隱藏部隊「辮子軍」。清朝時，金繡娘一家被滿門抄斬，後求情而救下金繡娘。金繡娘為還恩情，初期成為啟鳴野心勃勃的棋子。欲圖得「行者山河」寶藏復辟清朝。帽子裡裝的是及腰的辮子。假扮華民初的父親華諭之。 |
| 刘剑羽 | 柯书           | 外八行第七十一任墨班之主墨知山坐下首徒，华民初的学弟，父親為精通陶瓷卻學不會墨班技能的柯圖。墨班五行技術皆精通的小天才，講話會結巴。暗戀希水不敢說。 |
| 龚婉怡 | 花谷           | 外八行第七十二任千手之主兰亭老人座下首徒。平時喜愛女扮男裝，善用金絲線作戰，曾失手於墨班神機弩+墨鋼箭險些喪命。後與爵爺經歷多次生死與共的情節，有感情線發展。每每女裝裝扮出現總令爵爺心癢癢，週邊滿滿粉紅泡泡。 |
| 言杰   | 一方           | 外八行第九十七任黑纱之主，九方的哥哥。後因與方遠極決戰，被玻璃刺到後頸動脈而亡。臨終囑咐九方跟隨持卷人華民初。武器為黑鐵匕首。據說由荊軻一脈相傳至今。 |
| 姜寒   | 爵爷           | 北京的孩子王，自稱紫禁城，南下後與花谷一同管理千陽坊。北方千手代表，後與花谷有感情線發展。 |

### 其他角色
| 演员     | 角色           | 介绍 |
| 谭凯     | 杨照山         | 亂世之中難得的好軍閥旅長，一路保護楓茗小姐，免受其他軍閥脅迫，最終同華民初協助引領各路軍閥「還權於民」。                                                                                         |
| 张傲月   | 方远极         | 梁督辦義子，原京畿司令，因遭到廢黜投靠滇軍，目標轉向華民初及八行雙卷。吸收八行的背叛者成立新八行，成為第二個持卷人與華民初對抗。後遭羲和、希水、華民初和一方合力擊殺，死於新八行據點公館。       |
| 李光复   | 墨知山         | 墨班舊行首，也是柯書的師父。鐘錶專家，墨班死鎖「七十二環鎖」研製者。 |
| 曹可凡   | 栾督办         | 讓鍾瑤買戰鬥機給他，才給華民初放行證的奸詐軍閥。方遠極的義父。 |
| 熊逸凡   | 红袖           | 原是繡娘的商女，後則轉向投靠新八行持卷人方遠極。 |
| 崔一梁   | 薛楓茗         | 薛將軍的妹妹，商女一員，手持薛將軍的遺囑「如意」。 |
| 顾曹斌   | 羲和           | 「易陽行」陽極師，希水的師哥，十年前遠赴暹羅學秘術，本欲與希水成親；在救下方遠極後，欲與聯手對付華民初，反遭到方遠極槍傷推下懸崖，後用易陽灸法治愈自己，成為章羽的底牌之一。後跟隨華民初持卷人。 |
| 關亞軍   | 丁天賜         | 滇北第三軍部司令，任用方遠極，曾被饒杜軍挾持，饒杜軍下野後欲栽贓千陽坊抓薛楓茗。 |
| 余芷慧   | 荇柔           | |
| 程梓     | 桃華           | |
| 劉媛媛   | 雪霏           | |
| 王雯詩   | 九方           | |
| 黃小戈   | 柳輕           | 前任易陽之主，希水的師父，人稱柳藥師。討厭華民初，不能理解自己姊姊和華諭之的戀情，對於華民初的出現懷有恨意，後來被方遠極所殺。                                                                   |
| 張一鳶   | 白錦           | 廣州佬禮泉總經理 |
| 小麼哥   | 馮本諾         | 墨班叛徒，佬禮泉進攻墨班裏手。 |
| 霍亞明   | 陳先生         | |
| 王嶼     | 張祿           | 接替方遠極晉陞北京京畿司令。 |
| 韓振國   | 桓叔           | 鍾遙的貼身管家。 |
| 鐵牛     | 饒宇堂         | |
| 黃海     | 柯圖           | 柯書之父，拖戲用。能撐到柯圖死即可棄劇。 |
| 張弓     | 郁步堂         | 廣州雲門首領 |
| 張浩男   | 高副官         | |
| 李岑奕   | 方副官         | |
| 薛偉     | 阿北           | |
| 孫楊楊   | 阿東           | |
| 侯勇     | 劉堂           | 南方談判代表，喬裝搭火車，第一集出場沒幾分鐘就被暗殺。 |
| 常海波   | 列車長         | |
| 魏尹     | 秦蘭庭         | 第七十二人千手之主，人稱蘭庭老人，非常照顧花谷，八行唯一知道六首身份，與邵郁情同親姐妹。為了救薛楓茗擋槍身亡。                                                                                   |
| 都桂宇   | 肖風           | 原薛楓茗南下貼身護衛首領，馬匪襲擊火車時，取出『如意』想投誠，被一方攔截捲入火車底慘死。 |
| 強巴才丹 | 衛兵隊長       | |
| 王甜     | 秀琳           | |
| 王鋭     | 鶴雲           | 花谷師兄，喜歡花谷。出賣千陽坊，間接害死師弟與師父。 |
| 許鎮麟   | 金鋤           | |
| 黃露露   | 文雁           | 花谷師叔。 |
| 呂晴     | 彩蝮           | |
| 陳昊藍   | 冥月           | 死於滅門。 |
| 邵東庭   | 饒副官         | |
| 和樹標   | 楊副官         | |
| 王文娜   | 邵郁           | 鍾瑤的媽媽，上任六首，因喜歡華諭之而向八行舉報害死兩人，卻因八仙託付養大華民初。 |
| 李高吉   | 三元           | 神通四賢老二 |
| 寧小花   | 四喜           | 神通四賢老三 |
| 賈雨衡   | 十三           | 神通四賢老么 |
| 黃山     | 阿華           | |
| 石傲翔   | 丁副官         | |
| 許占偉   | 秦堂主         | |
| 黃沖     | 馬堂主         | |
| 王夢澤   | 薛針           | 墨班弟子 |
| 馬力     | 俞釉           | |
| 朱柏龍   | 盧少帥         | |
| 陳仟鈺   | 黑紗女子       | |
| 賈金科   | 紫雲門門主     | |
| 許小行   | 臭魚爛蝦幫幫主 | |
| 黃文匯   | 污幫幫主       | |
| 商秉馳   | 殘劍幫幫主     | |
| 戴明     | 木廊主         | 墨班四廊，拖戲用。 |
| 汪永貴   | 金廊主         | 墨班四廊，拖戲用。 |
| 侯雪燕   | 水廊主         | 墨班四廊，拖戲用。 |
| 趙鴻武   | 火廊主         | 墨班四廊，拖戲用。 |
| 郭芷妍   | 雪盈           | |
| 姜健     | 雲門易堂主     | |

## 电视剧歌曲
| 歌曲   | 歌名       | 演唱   | 作詞   | 作曲   |
| ------ | ---------- | ------ | ------ | ------ |
| 片頭曲 | 側身江湖   | 王櫟鑫 | 周潔穎 | 胡小鷗 |
| 片尾曲 | 夢給你     | 多亮   | 梁芒   | 胡小鷗 |
| 插曲   | 字裡行間   | 胡夏   | 周潔穎 | 胡小鷗 |
| 插曲   | 等風也等你 | 葉炫清 | 周潔穎 | 胡小鷗 |